# E-Artsup
E-Artsup, fondată în 2001, este o universitate tehnică  din Paris, Bordeaux, Lyon, Nantes, Lille, Montpellier, Toulouse (Franța).

## Secții
- Bachelor

Domeniu: Multimedia
- Master

Domeniu:  Tehnologia Informației, Multimedia, joc video